# Spodnja Hajdina
Spodnja Hajdina este o localitate din comuna Hajdina, Slovenia, cu o populație de 195 de locuitori.